# Jill Paice
Jill Paice (1980) è un'attrice e cantante statunitense.
È nota soprattutto come interprete di musical a Londra e a Broadway e tra le sue numerose interpretazioni si ricordano quelle in: Mamma Mia! (Las Vegas, 2003), The Woman in White (Londra, 2004; Broadway, 2005), Curtains (Broadway, 2007), Via col Vento (Londra, 2008), A Little Night Music (New York, 2009), Company (New York, 2011), Matilda the Musical (Broadway, 2014) e Un americano a Parigi (Broadway, 2015).